# Tarchia teresae
Tarchia teresae es una especie del género extinto Tarchia (mn. "cerebro") de dinosaurio tireóforo anquilosáurido, que vivió a finales del período Cretácico, hace aproximadamente 75 a 70 millones de años, desde el Campaniense al Maastrichtiense, en lo que hoy es Asia.  Una rabadilla con cola y garrote, espécimen ZPAL MgD I/113, una vez referido a Dyoplosaurus giganteus y posteriormente a Tarchia gigantea, fue visto por Arbor como diferente del holotipo de D. giganteus. El estudio de Arbor también concluyó que el espécimen PIN 3142/250, referido en 1977 a Tarchia por Tumanova, probablemente pertenecía a Saichania. Posteriormente, en 2016, un estudio realizado por Penkalski & Tumanova indicó que PIN 3142/250 no se puede referir a Saichania debido a diferencias anatómicas significativas, sino que representa una nueva especie de Tarchia, Tarchia teresae, también de Barun Goyot.